# Xu Yinsheng
Pour les articles homonymes, voir Xu.
Dans ce nom chinois, le nom de famille, Xu, précède le nom personnel Yinsheng.
Xu Yinsheng (徐 寅生 Xú Yínshēng, ou Hsu Yin-Sheng; né le 12 mai 1938 à Suzhou près de Shanghai)  est un pongiste chinois, champion du monde à 4 reprises, et ancien président de la fédération internationale de tennis de table entre 1995 et 1999. Le Canadien Adham Sharara lui a succédé à ce poste.
Il a été introduit en 2010 dans le Hall of fame du tennis de table.

## Palmarès
- Champion du monde en double en 1965 (associé à Zhuang Zedong)
- Champion du monde par équipes en 1961, 1963 et 1965